# Copa Real Federación Española de Fútbol 2015-16
La Copa Real Federación Española de Fútbol 2015-16 es la 23.ª edición de dicha competición española. Se disputa en dos fases, una entre equipos de la misma comunidad autónoma entre septiembre y noviembre dependiendo de la autonomía. La segunda fase es la fase nacional, en la que los campeones de cada comunidad se enfrentan a equipos eliminados de las primeras rondas de la Copa del Rey. En esta competición, a diferencia de la Copa del Rey, pueden participar los filiales de los equipos siempre que no participe también el primer equipo.
Esta competición se inició el 29 de julio de 2015 y finalizó el 13 de abril de 2016 con el triunfo del CD Atlético Baleares.

## Equipos clasificados

### Campeón vigente
- Real Unión Club

### Campeones regionales
| - Granada B - Lebrijana - Marino - Sariñena - At. Baleares - Villa Santa Brígida - Gimnástica Torrelavega - Quintanar del Rey - Ciudad Rodrigo | - Badalona - Alavés B - Badajoz - Rápido de Bouzas - CD Móstoles URJC - Lorca - SD Logroñés - Valle de Egüés - Elche Ilicitano |

### Eliminados de la Copa del Rey
| - Recreativo (R) - Condal - Guadalajara - Racing Santander (R) - Ascó - Sabadell - Mérida - Portugalete (R) - Compostela | - Pontevedra - Rayo Majadahonda - Melilla (R) - Jumilla - Murcia (R) - Varea (R) - Alcoyano (R) - Hércules (R) |

(R) renuncia a disputar la competición.

## Fase autonómica
La Fase Autonómica se jugó entre julio y noviembre de 2015.

## Fase nacional
La Fase Nacional comenzó a disputarse en diciembre de 2015.

### Dieciseisavos de final
Los dieciseisavos de final se disputaron el 2 de diciembre y el 17 de diciembre de 2015.
| Equipo 1         | Agr. | Equipo 2               | Ida | Vuelta |
| ---------------- | ---- | ---------------------- | --- | ------ |
| Pontevedra       | 2–0  | Marino                 | 1–0 | 1–0    |
| Compostela       | 1–1  | Gimnástica Torrelavega | 1–1 | 0–0    |
| Rápido de Bouzas | 3–1  | Ciudad Rodrigo         | 1–0 | 2–1    |
| Real Unión       | 1–2  | Rayo Majadahonda       | 0–0 | 1–2    |
| Guadalajara      | 2–1  | Alavés B               | 1–0 | 1–1    |
| Valle de Egüés   | 1–9  | Móstoles URJC          | 1–4 | 0–5    |
| Sabadell         | 3–3  | Elche Ilicitano        | 2–2 | 1–1    |
| At. Baleares     | 1–0  | Badalona               | 0–0 | 1–0    |
| Sariñena         | 3–1  | Ascó                   | 1–0 | 2–1    |
| Jumilla          | 1–4  | Mérida                 | 1–3 | 0–1    |
| Granada B        | 3–5  | Badajoz                | 2–4 | 1–1    |
| Lebrijana        | 0–1  | Quintanar del Rey      | 0–1 | 0–0    |

Exentos:  Condal,  SD Logroñés,  Villa Santa Brígida y  Lorca.

### Octavos de final
Los octavos de final se disputaron el 6 de enero y el 21 de enero de 2016.
| Equipo 1          | Agr. | Equipo 2               | Ida | Vuelta |
| ----------------- | ---- | ---------------------- | --- | ------ |
| Pontevedra        | 3–3  | Rápido de Bouzas       | 2–3 | 1–0    |
| Mérida            | 8–2  | Badajoz                | 6–0 | 2–2    |
| SD Logroñés       | 3–5  | Gimnástica Torrelavega | 3–1 | 0–4    |
| Condal            | 2–4  | Sariñena               | 0–2 | 2–2    |
| At. Baleares      | 7–1  | Lorca                  | 4–0 | 3–1    |
| Quintanar del Rey | 1–2  | Elche Ilicitano        | 1–0 | 0–2    |
| Móstoles URJC     | 3–2  | Villa Santa Brígida    | 1–2 | 2–0    |
| Guadalajara       | 1–3  | Rayo Majadahonda       | 1–2 | 0–1    |

### Cuartos de final
Los cuartos de final se disputaron el 3 de febrero y el 10 de febrero de 2016.
| Equipo 1         | Agr. | Equipo 2               | Ida | Vuelta |
| ---------------- | ---- | ---------------------- | --- | ------ |
| Rayo Majadahonda | 4–1  | Móstoles URJC          | 0–1 | 4–0    |
| Mérida           | 4–1  | Rápido de Bouzas       | 3–0 | 1–1    |
| At. Baleares     | 3–3  | Elche Ilicitano        | 1–0 | 2–3    |
| Sariñena         | 2–4  | Gimnástica Torrelavega | 1–1 | 1–3    |

### Semifinales
Las semifinales se disputaron el 3 de marzo y el 16 de marzo de 2016.
| Equipo 1     | Agr. | Equipo 2               | Ida | Vuelta |
| ------------ | ---- | ---------------------- | --- | ------ |
| Mérida       | 1–4  | Rayo Majadahonda       | 0–4 | 1–0    |
| At. Baleares | 3–2  | Gimnástica Torrelavega | 1–0 | 2–2    |

### Final
La final se disputó los días 6 de abril y 13 de abril de 2016.
|  |  |  |  |
|  |  |  |  |
|  |  |  |  |
|  |  |  |  |

|  |  |  |  |
|  |  |  |  |
|  |  |  |  |
|  |  |  |  |

|  |  |  |  |
|  |  |  |  |

|  |  |

| Árbitro:           |  |
| Árbitro asistente: |  |
| Árbitro asistente: |  |
|                    |  |

|  |  |  |  |
|  |  |  |  |
|  |  |  |  |
|  |  |  |  |

|  |  |  |  |
|  |  |  |  |
|  |  |  |  |
|  |  |  |  |

|  |  |  |  |
|  |  |  |  |

|  |  |

| Árbitro:           |  |
| Árbitro asistente: |  |
| Árbitro asistente: |  |
|                    |  |

|  |  |  |  |
|  |  |  |  |
|  |  |  |  |
|  |  |  |  |

|  |  |  |  |
|  |  |  |  |
|  |  |  |  |
|  |  |  |  |

|  |  |  |  |
|  |  |  |  |

|  |  |

| Árbitro:           |  |
| Árbitro asistente: |  |
| Árbitro asistente: |  |
|                    |  |

|  |  |  |  |
|  |  |  |  |
|  |  |  |  |
|  |  |  |  |

|  |  |  |  |
|  |  |  |  |
|  |  |  |  |
|  |  |  |  |

|  |  |  |  |
|  |  |  |  |

|  |  |

| Árbitro:           |  |
| Árbitro asistente: |  |
| Árbitro asistente: |  |
|                    |  |

|                      |
| Campeón              |
| CD Atlético Baleares |
| 1.er título          |